# بمب‌گذاری انتحاری ایستگاه قطار بنیامینا
بمب‌گذاری انتحاری ایستگاه قطار بنیامینا در ۱۶ ژوئیه ۲۰۰۱ توسط یک بمب‌گذار انتحاری فلسطینی در نزدیکی ایستگاه راه‌آهن بنیامینا در شهر بنیامینا-گیوات آدا، اسرائیل رخ داد. دو نفر کشته و ۱۱ نفر زخمی شدند.
گروه جهاد اسلامی فلسطین مسئولیت این حمله را بر عهده گرفت.

## حمله
بمب‌گذار انتحاری نیدال شادوف ۲۰ ساله اهل روستایی در نزدیکی جنین بود. وی پس از نفوذ به اسرائیل، وارد بنیامینه شد. این فرضیه وجود دارد که او قصد داشت خود را در داخل ایستگاه راه‌آهن شلوغ منفجر کند، اما متوجه شد که به دلیل حضور شدید پلیس و تدابیر شدید امنیتی نمی‌تواند وارد شود. در نتیجه، او در ایستگاه اتوبوس سربازان در نزدیکی ایستگاه قطار کمی صبر کرد تا شلوغ شود و سپس خود را منفجر کرد.
عامل انتحاری در ساعت ۱۹:۳۵ خود را منفجر کرد. دو سرباز نیروی دفاعی اسرائیل (IDF) کشته و یازده نفر زخمی شدند که حال دو نفر از آن‌ها وخیم گزارش شد.

## پیامد
نیروهای امنیتی اسرائیل بلافاصله تمامی تردد قطارها بین تل‌آویو و حیفا را مسدود کردند. پلیس اسرائیل برای پیدا کردن وسیله نقلیه‌ای که بمب‌گذار را به آن‌جا رسانده بود تدابیر شدید امنیتی اتخاذ کرد ولی موفقیت‌آمیز نبود. چندین فلسطینی که به‌طور غیرقانونی در اسرائیل اقامت داشتند در این حین دستگیر و بازداشت شدند.
ارتش اسرائیل با حملات عمدتاً با آتش تانک، تأسیسات امنیتی تشکیلات خودگردان فلسطین و مواضع نیروی ۱۷ را هدف گرفت. بالگردهای اسرائیلی همچنین خانه‌ای در بیت‌الحم متعلق به شبه نظامیان فتح را هدف قرار دادند و چهار نفر را کشتند.
هم ایالات متحده و هم تشکیلات خودگردان فلسطین این حمله را محکوم کردند.